# Ire législature de la République italienne
La Ire législature de la République italienne (en italien : La I Legislatura della Repubblica Italiana) est la législature du Parlement de la République italienne qui a été ouverte le 8 mai 1948 et qui s'est fermée le 24 juin 1953. Ce fut la législature la plus longue de l'histoire de la république italienne.

## Gouvernements
- Gouvernement De Gasperi V
  - Du 23 mai 1948 au 14 janvier 1950
  - Président du Conseil des ministres d'Italie : Alcide De Gasperi (DC)
  - Composition du gouvernement : DC, PLI, PSLI, PRI
- Gouvernement De Gasperi VI
  - Du 27 janvier 1950 au 19 juillet 1951
  - Président du Conseil des ministres d'Italie : Alcide De Gasperi (DC)
  - Composition du gouvernement : DC, PSLI, PRI
- Gouvernement De Gasperi VII
  - Du 26 juillet 1951 au 7 juillet 1953
  - Président du Conseil des ministres d'Italie : Alcide De Gasperi (DC)
  - Composition du gouvernement : DC, PRI

## Chambre des députés
| Groupe parlementaire | Nombre de sièges |
| -------------------- | ---------------- |
| DC                   | 305/574          |
| FDP                  | 183/574          |
| US                   | 33/574           |
| BN                   | 19/574           |
| PNM                  | 14/574           |
| PRI                  | 9/574            |
| MSI                  | 6/574            |
| SVP                  | 3/574            |

## Sénat
| Groupe parlementaire | Nombre de sièges |
| -------------------- | ---------------- |
| DC                   | 131/237          |
| FDP                  | 72/237           |
| US                   | 10/237           |
| BN                   | 7/237            |
| PNM                  | 3/237            |
| PRI                  | 6/237            |
| MSI                  | 1/237            |
| SVP                  | 2/237            |